# مكتب الإحصاء الكرواتي
مكتب الإحصاء الكرواتي (بالكرواتية: Državni zavod za statistiku) هي مؤسسة حكومية كرواتية مسؤولة عن إجراء الإحصاءات والإحصاء السكاني.

## روابط خارجية
- الموقع الرسمي